# Corcelles-Cormondrèche
Corcelles-Cormondrèche je bývalá samostatná obec v kantonu Neuchâtel na západě Švýcarska. Žije zde asi 4800 obyvatel. 
Dříve samostatná obec se k 1. lednu 2021 společně s obcemi Peseux a Valangin sloučila s městem Neuchâtel.

## Geografie
Corcelles-Cormondrèche leží v nadmořské výšce 550 m, vzdušnou čarou 4 km západně od hlavního města kantonu, Neuchâtelu. Corcelles (565 m n. m.) se rozkládá na strmém jižním svahu Jury, zatímco Cormondrèche (537 m n. m.) leží na terase tohoto svahu. Obě se nacházejí na panoramatickém místě ve výšce více než 100 metrů nad hladinou Neuchâtelského jezera.
Území bývalé obce o rozloze 4,9 km² zahrnovalo část na jižním svahu Jury nad Auvernier. Na západ od Cormondrèche se nachází malé údolí potoka Ruz Châtru a dále na západ se území obce rozkládalo až k lesu Forêt de Dame Othenette. Na severu se území rozprostíralo po svahu nad terasou Les Vernets až na výšiny Serroue, kde leží nejvyšší bod Corcelles-Cormondrèche ve výšce 843 m n. m. Tento částečně zalesněný kopec uzavírá na jihozápadě vysoké údolí Val de Ruz. V roce 1997 tvořila 25 % území obce zastavěná plocha, 42 % lesy a lesní porosty a 33 % zemědělství.
Corcelles-Cormondrèche zahrnovalo několik jednotlivých farem na Serroue. Sousedními obcemi byly Milvignes, Rochefort, Val-de-Ruz a Peseux.

## Historie

Letecký pohled (1926)

V obci byla objevena mohyla z doby halštatské. Je zde také doloženo osídlení z burgundského období v 7. století. První zmínka o Corcelles se objevuje v listině z roku 1092 pod názvem Curcellis, v roce 1228 se objevuje název Corsales. Název místa pochází z latinského slova corticella (malý statek). V roce 1178 se Cormondrèche objevuje jako Cormundresge a v roce 1215 jako Cormundresche. Tento název lze pravděpodobně odvodit od Curtis Munderici (dvůr Mundericů).
V roce 1092 založil vnuk zakladatele převorství Bevaix malé převorství v Corcelles. Nejprve patřilo přímo opatství Cluny a po roce 1220 opatství Romainmôtier. K majetku tohoto převorství patřilo také území dnešních obcí Auvernier, Cormondrèche, Montmollin, Coffrane a Les Geneveys-sur-Coffrane. Se zavedením reformace v roce 1530 bylo již upadající převorství sekularizováno a majetek přešel na hrabata z Neuchâtelu a pány z Colombier. Neuchâtel byl od roku 1648 knížectvím a od roku 1707 byl spojen personální unií s Pruským královstvím. V roce 1806 bylo území postoupeno Napoleonovi a v roce 1815 se v rámci Vídeňského kongresu stalo součástí Švýcarské konfederace, přičemž pruští králové zůstali až do roku 1848 (formálně do Neuchâtelské smlouvy z roku 1857) také knížaty Neuchâtelu. Obec patřila do roku 1848 k okrsku La Côte, poté k okresu Boudry.

## Obyvatelstvo
| Rok            | 1850 | 1900 | 1950 | 1960 | 1970 | 1980 | 1990 | 2000 |
| Počet obyvatel | 823  | 1460 | 2243 | 2932 | 3320 | 3141 | 3336 | 3914 |

Z celkového počtu obyvatel je 87,5 % francouzsky mluvících, 5,2 % německy mluvících a 2,3 % italsky mluvících (stav v roce 2000). Počet obyvatel Corcelles-Cormondrèche se v roce 1970 neustále zvyšoval. Po stagnaci do roku 1990 byl od té doby opět zaznamenán výrazný nárůst. Dnes se obě centra obce rozrostla a plynule navazují na zástavbu obce Peseux.

## Hospodářství
Corcelles a Cormondrèche byly původně vinařské obce. Dnes má vinařství jen malý význam, i když pod Cormondrèche se stále nachází několik vinic. Od druhé poloviny 18. století dochází k postupné industrializaci. Nachází se zde řada malých a středních průmyslových podniků. V bývalé obci sídlila Neuchâtelská elektrárenská společnost (ENSA). Po sloučení s Entreprises Electriques Fribourgeoises (EEF) je nyní jedno ze sídel nově vzniklé Groupe E v Corcelles, druhé ve Fribourgu.

## Doprava

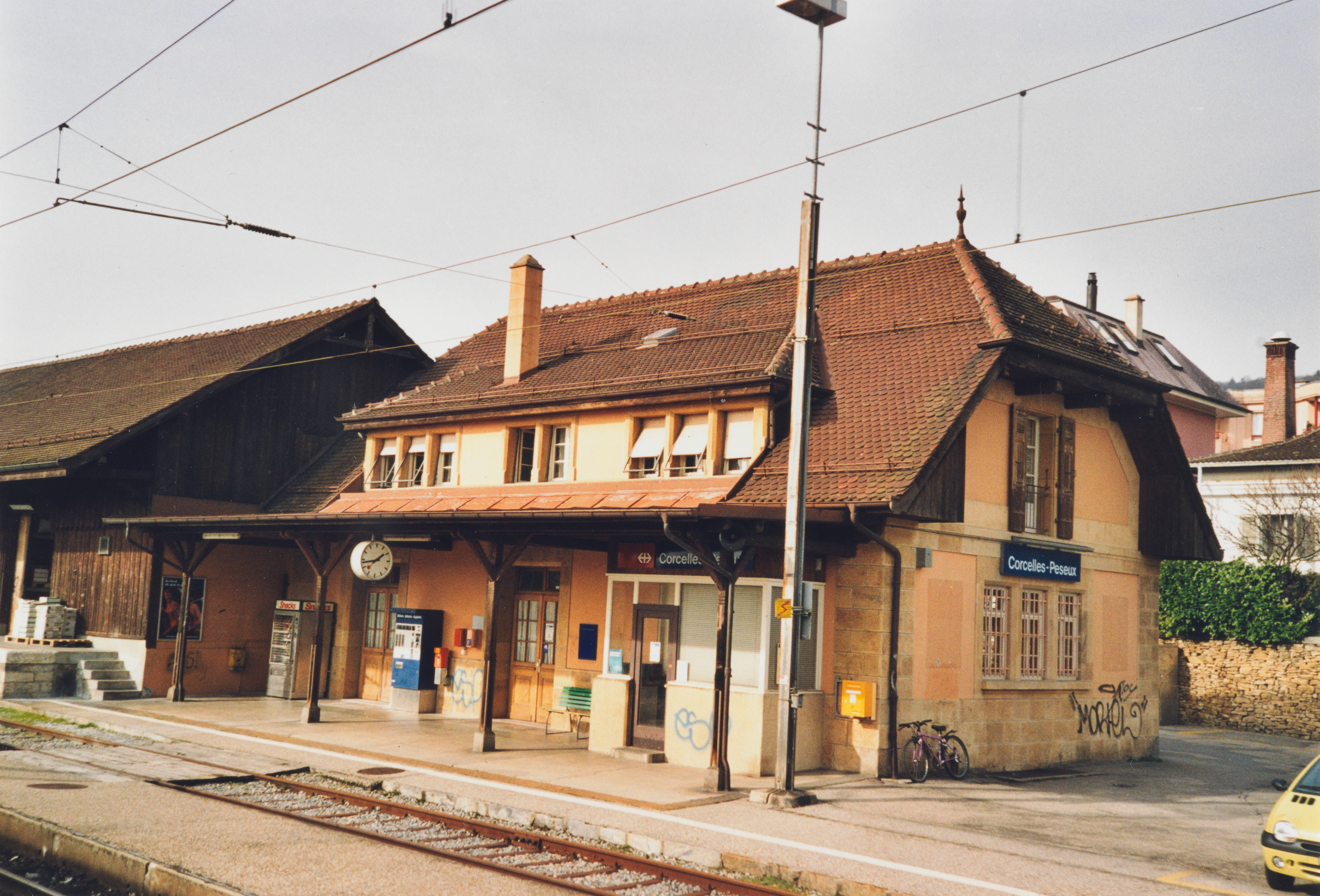
Železniční stanice Corcelles-Peseux

Obec má dobré dopravní spojení. Nachází se na hlavní silnici z Neuchâtelu do údolí Val de Travers a dále přes hraniční přechod Les Verrières do Pontarlier ve Francii. Je zde obchvat, který odlehčuje úzkému centru starého města od tranzitní dopravy. Nad obcí se silnice odklání přes průsmyk La Tourne do Les Ponts-de-Martel. Dne 1. prosince 1859 byla slavnostně otevřena železniční trať Neuchâtel – La Chaux-de-Fonds se stanicí v Corcelles (v současnosti pod názvem Corcelles-Peseux). Městská síť společnosti Transports Publics Neuchâtelois, zejména trolejbusová linka č. 1 neuchâtelského trolejbusu a autobusová linka z Neuchâtelu přes Les Ponts-de-Martel do Le Locle, zajišťují místní spoje veřejné dopravy.